# Buir (Kerpen)

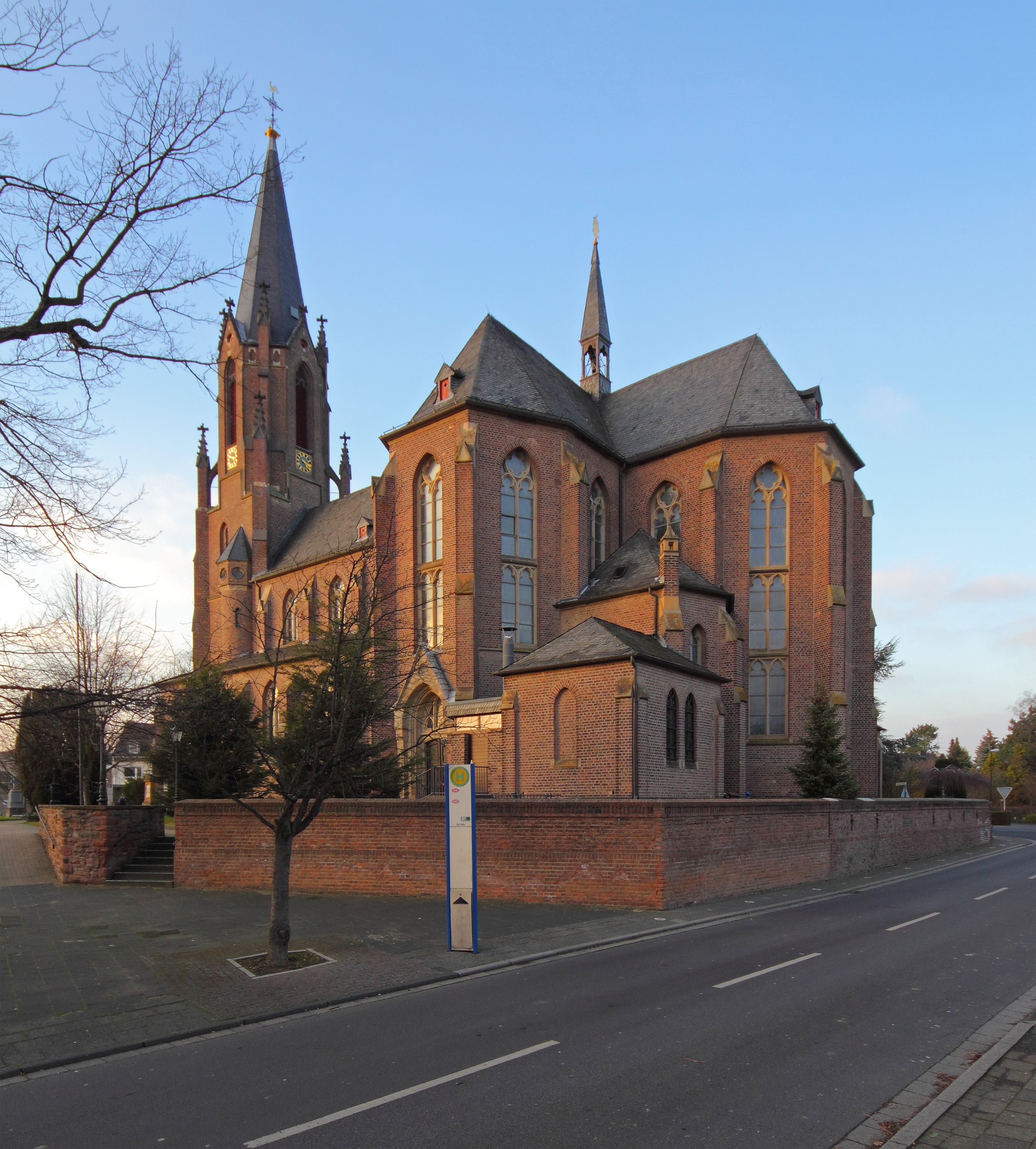
Kirche St. Michael in Buir

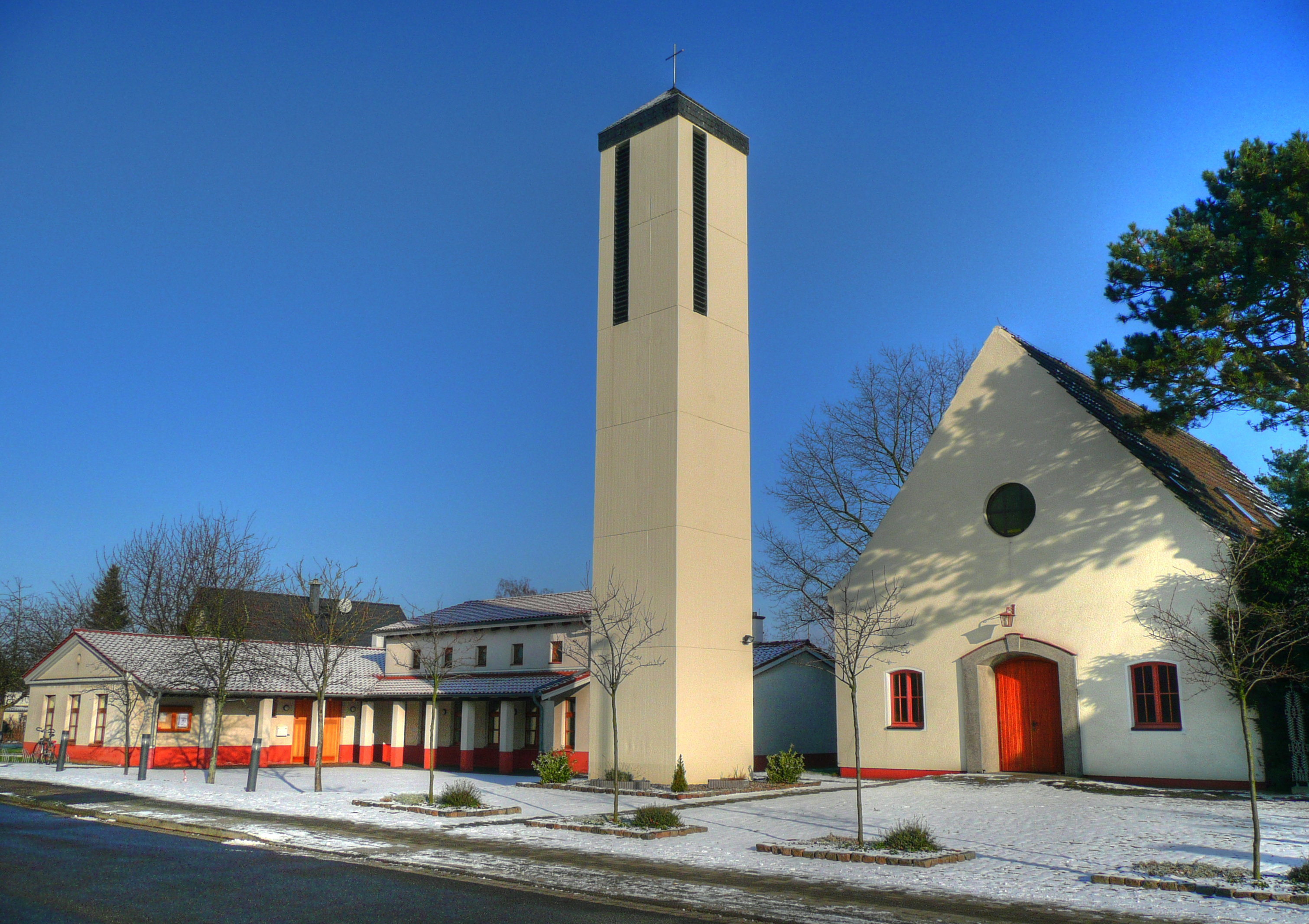
Kirche und Gebäude der evangelischen Gemeinde

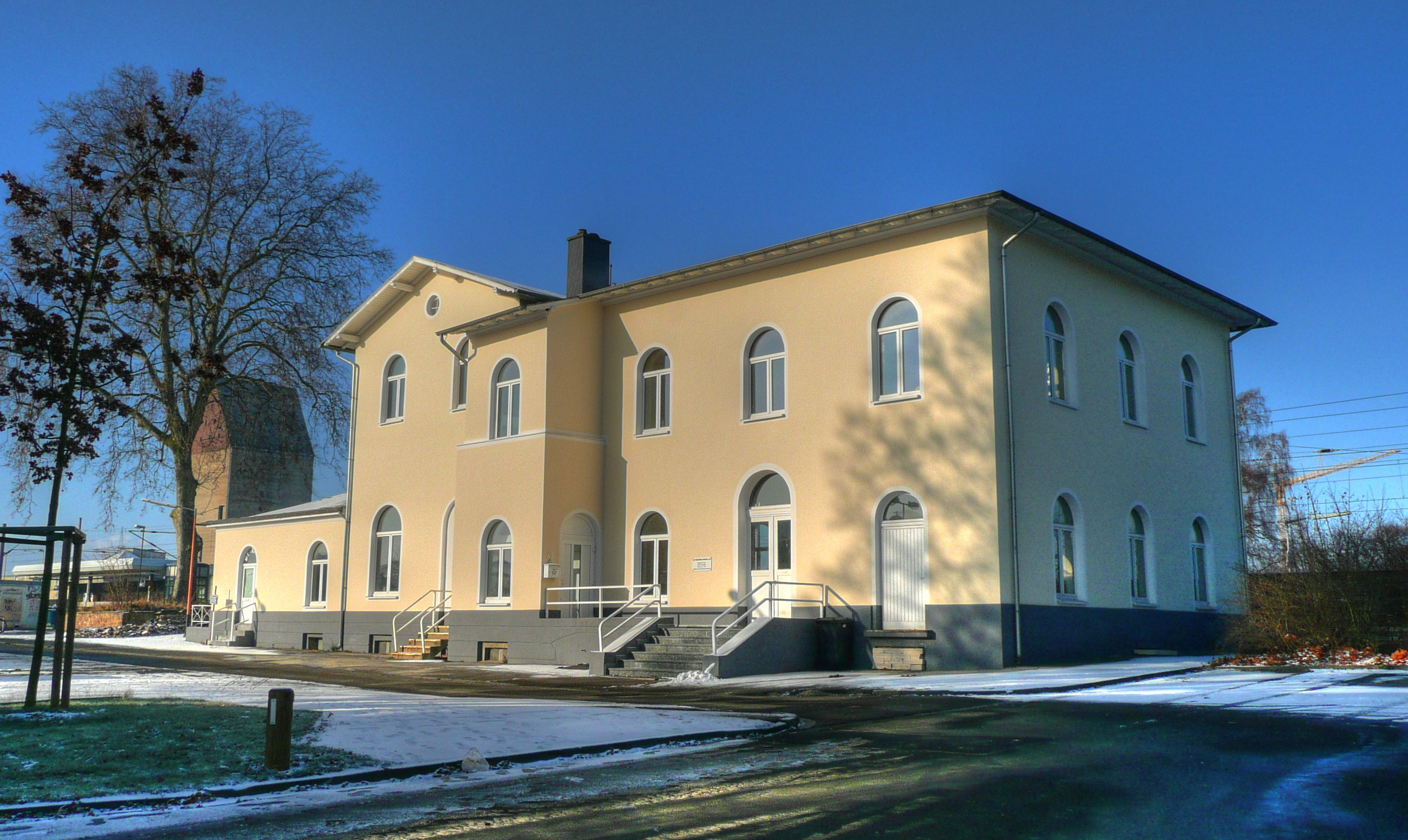
Bahnhofsgebäude

Die Ortschaft Buir [byːɐ̯] ist der westlichste Stadtteil von Kerpen im Rhein-Erft-Kreis in Nordrhein-Westfalen.

## Lage
Buir liegt ganz im Westen des Stadtgebiets von Kerpen und direkt an der Bahnstrecke Köln-Aachen sowie der Bundesautobahn 4, die beide unmittelbar im Norden am Ort vorbeiführen. Durch den Ort verlaufen die Landesstraßen 276 und 327. Nördlich der Ortslage erstreckt sich der Rest des Bürgewaldes, der zum großen Teil bereits dem Tagebau Hambach weichen musste. Nachbarorte von Buir sind Golzheim im Süden, Blatzheim im Osten, Manheim im Nordosten und Bürgewald im Nordwesten.

## Geschichte
Der Ort wurde am 1. April 1003 unter dem Namen „Puire“ erstmals urkundlich erwähnt. Dies geht auf Erzbischof Heribert von Köln zurück, welcher der Abtei Deutz einen Hof in „Puire“ schenkte. Im 13. Jahrhundert lebte das wohl älteste Buirer Adelsgeschlecht, die Familie „von Bure“, auf welche das Buirer Wappen zurückgeht. Nach der Familie, die in der damaligen Voigtburg lebte, wurde eine Straße benannt.
1308 wurden im Liber valoris erstmals Kirche und Pfarrei von Buir genannt.
Herzog Wilhelm I. von Jülich bestätigte mit Urkunde vom 18. März 1360 den Wachszins, welchen 26 am Bürgewald gelegenen Dörfer jährlich am Pfingstdienstag an die Pfarrkirche von Arnoldsweiler abliefern mussten. Zu diesen Dörfern zählte auch Buir. Somit musste die Buirer Bevölkerung jedes Jahr eine Kerze von 4 Pfund Wachs spenden. Buir wurde erst 1839 durch eine einmalige Geldzahlung an die Pfarre Arnoldsweiler vom Wachszins befreit. Dieses Kerzenopfer mussten die Dörfer rund um den Bürgewald als Dank für den Erhalt des Waldes abliefern. Dies ist der Legende nach auf den hl. Arnoldus zurückzuführen, der den Wald den umliegenden Gemeinden im 8. Jahrhundert geschenkt haben soll. Zuvor stand dieser unter kaiserlichem Wildbann, das Betreten war für die einfache Bevölkerung verboten. Im Jahr 1775 wurde der Wald unter den berechtigten Gemeinden aufgeteilt, zuvor wurde der Wald von den Anliegern gemeinschaftlich genutzt. Buir erhielt dabei die so genannte Buirer Bürge westlich der L 276 zwischen Buir und Etzweiler.
1929 ereignete sich 300 Meter vor dem Buirer Bahnhof eines der schwersten Eisenbahnunglücke der 1920er-Jahre, das 13 Todesopfer forderte.
Gegen Ende des Zweiten Weltkrieges startete am 23. Februar 1945 die Operation Grenade der 9. US-Armee: General Simpsons Armee überquerte die Rur. Am Abend hatte Simpson 16 Bataillone auf dem Ostufer. Danach rückten die US-Truppen zügig Richtung Erft vor. Ein Regiment zog durch den Bürgewald, eins von Düren über Merzenich und Buir in Richtung Sindorf.
Bis 1974 war Buir eine eigenständige Gemeinde, bevor der Ort durch das Köln-Gesetz am 1. Januar 1975 der neuen Stadt Kerpen zugeordnet wurde.
Buir hat sich in den letzten Jahren stark vergrößert, und es entstanden zwei große Neubaugebiete. In wenigen Jahren wird der Tagebau Hambach an die Ortsgrenzen Buirs stoßen, was unter anderem eine Verlegung der A 4 zur Folge hatte.

## Bildung
Der Ort verfügt über eine Grundschule und drei Kindergärten und außerdem befindet sich im Pfarrheim ein Jugendzentrum.

## Religion
In Buir gibt es zwei christliche Gemeinden: die katholische St.-Michael-Gemeinde (mit einer neugotischen Kirche aus dem Jahre 1889, in der der reliefartige Kreuzweg besonders zu erwähnen ist) sowie eine evangelische Gemeinde.

## Sehenswürdigkeiten
Sehenswürdigkeiten sind das alte Rathaus, die alte Volksschule mit ihrem Giebeldach, die Kapelle Fließstraße, der Schöffenhof sowie die historischen Speichergebäude rund um den neuen Bahnhof und das alte Bahnhofsgebäude. Buir hat zudem viele Bürger- und Gründerzeithäuser. Buir besaß eine Malzfabrik. Das Buirer Ortszentrum mit einigen Geschäften befindet sich im Bereich der Kreuzungen Talstraße/Steinweg und Bahnstraße/Eichemstraße sowie der dazwischen verlaufenden Kirchenstraße.
→ Siehe Liste der Baudenkmäler in Buir (Kerpen)

## Verkehr

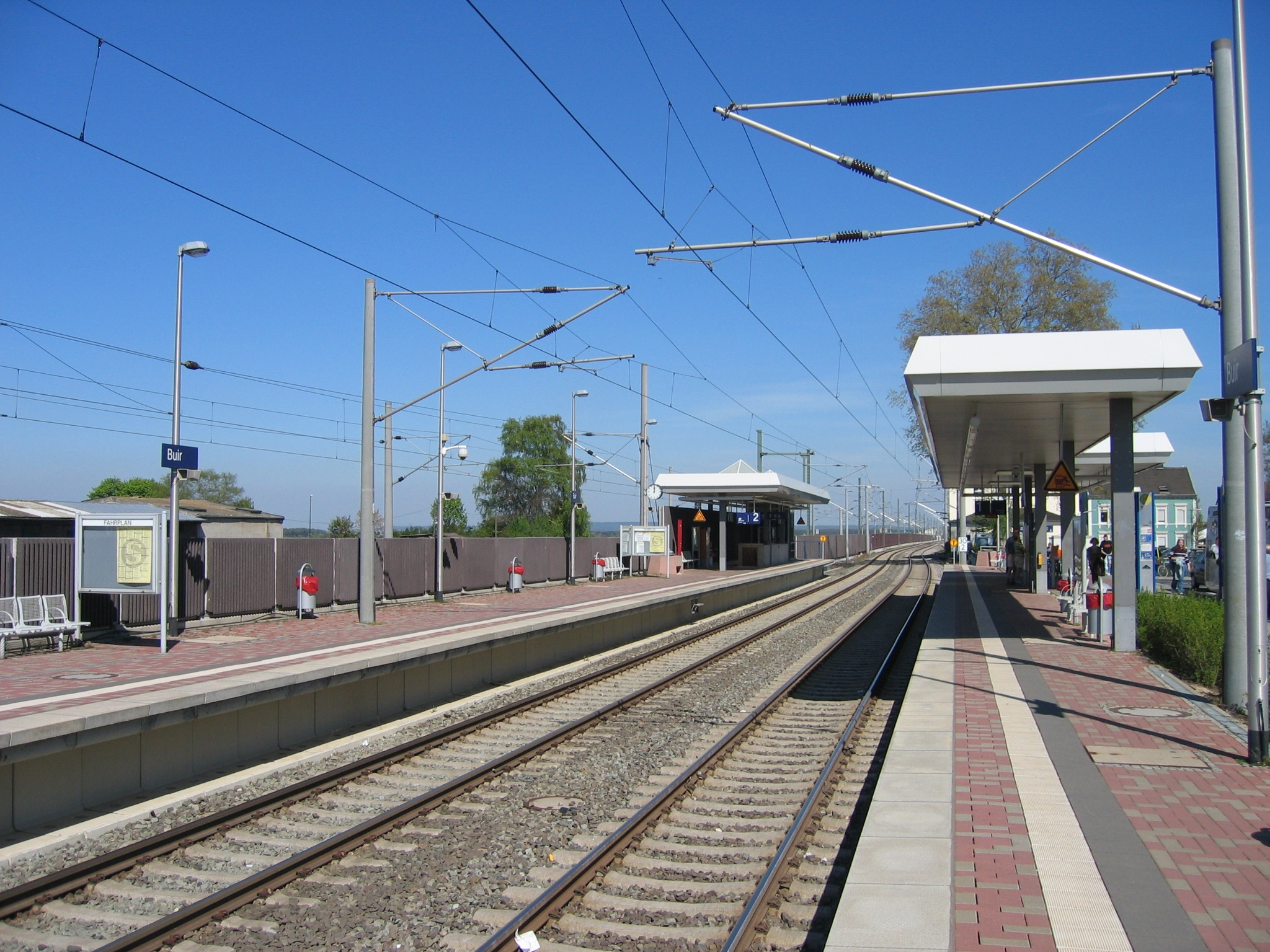
S-Bahn Haltepunkt

Buir verfügt seit dem Jahre 2002 über einen S-Bahn-Haltepunkt an der Bahnstrecke Köln–Aachen. Der Ort liegt im Verbundraum des Verkehrsverbundes Rhein-Sieg (VRS). Im Schienenpersonennahverkehr wird der Haltepunkt Buir von folgenden Linien der S-Bahn Köln bedient (Stand 13. Dezember 2020):
| Linie | Verlauf | Takt      |
| ----- | --- | --------- |
| S 19  | Düren – Merzenich – Buir – Sindorf – Horrem – Frechen-Königsdorf – Köln-Weiden West – Köln-Lövenich – Köln-Müngersdorf Technologiepark – Köln-Ehrenfeld – Köln Hansaring – Köln Hbf – Köln Messe/Deutz – Köln Trimbornstraße – Köln Frankfurter Straße – Köln/Bonn Flughafen – Porz-Wahn – Spich – Troisdorf – Siegburg/Bonn – Hennef (Sieg) – Hennef Im Siegbogen – (Blankenberg (Sieg) /) Merten (Sieg) – Eitorf – Herchen – Dattenfeld (Sieg) – Schladern (Sieg) – Rosbach (Sieg) – Au (Sieg) Stand: Fahrplanwechsel Dezember 2023 | 20/40 min |

Die Buslinien des VRS werden von der Rhein-Erft-Verkehrsgesellschaft (REVG) betrieben. Darüber hinaus ist Buir auch mit zwei Buslinien aus dem Aachener Verkehrsverbund (AVV) angeschlossen, welche von Rurtalbus bedient werden. An Schultagen verkehrt zudem die Linie 217, die nur die Haltestelle „Buir Talstraße“ bedient.
| Linie | Betreiber | Verlauf |
| ----- | --------- | --- |
| 217   | Rurtalbus | Merzenich Schule – Poolplatz – Schöne Aussicht – Girbelsrath – (Morschenich-Neu → Morschenich →) Golzheim                                                                                              |
| 276   | Rurtalbus | Düren Bf/ZOB – StadtCenter – Distelrath – Merzenich Schöne Aussicht – Golzheim – Buir / Blatzheim (– Bergerhausen – Manheim-neu – Langenich – Kerpen)                                                  |
| 933   | REVG      | Buir / Niederbolheim – Blatzheim – Bergerhausen – Manheim-neu – Langenich – Kerpen – Sindorf Schulzentrum                                                                                              |
| 976   | REVG      | Frechen EuroPark – Frechen Rathaus – Benzelrath – Grefrath – Habbelrath – Neu-Bottenbroich – Horrem Bf – (Sindorf Schulzentrum –) Kerpen – Langenich – Manheim-neu – Bergerhausen – Blatzheim – Buir S |
| SB15  | Rurtalbus | Schnellbus: Froitzheim – Vettweiß – Gladbach – Lüxheim – Eggersheim – Hochkirchen – Nörvenich Hommelsh. Weg – Nörvenich Alter Bf – Eschweiler über Feld – Golzheim – Buir                              |

Bis zur Verlegung der A 4 wegen des Tagebaus Hambach verfügte Buir über einen Autobahnanschluss. Seit September 2014 führt die Autobahn ohne Anschluss in direkter Nähe an Buir vorbei.

## Vereine
- Buirer Singgemeinschaft
- Club Freunde alter Technik Buir e. V.
- Deutscher Verband der Gebrauchshundsportvereine e. V. Mitgliedverein Buir
- Deutsches Rotes Kreuz[7]
- FC Borussia Buir 1919 e. V.
- Förderverein Freiwillige Feuerwehr Löschzug Buir e. V.[8]
- Gartenbauverein Buir „1923“ e. V.
- Initiative Buirer für Buir e. V. (Bürgerinitiative gegen Tagebau und Autobahnverlegung)[9]
- Jeckes K 2020 e. V.
- K.G. Löstige Buirer 1974 e. V.[10]
- Kinder- und Jugendchor Kerpen-Buir e. V.
- Maiverein „Fidele Jungen“ Buir e. V.
- Messdiener Buir
- Posaunenchor Buir
- St. Sebastianus Schützenbruderschaft Buir, gegründet 1658 e. V.[11]
- Tennis-Club Buir e. V
- Theatergruppe „Buirer am Rande des Wahnsinns“
- Turn- und Sportverein 1889 Buir e. V.
- Vokalensemble TaktVoll (weltlicher Chor)

## Persönlichkeiten
- Matthias Birkenheier (* 1909), Oberkreisdirektor
- Gottfried Wolff (* 1933), Bankmanager
- Kurt Moll (1938–2017), Opernsänger
- Karin von Welck (* 1947), Kultursenatorin in Hamburg
- Edda Trocha (* 1949), Leichtathletin
- Marlies Sieburg (* 1959), Bürgermeisterin von Kerpen (2004–2015)
- Antje Grothus (* 1964), Umweltschützerin, Politikerin und Landtagsabgeordnete; wohnt in Buir
- Thorsten Krings (* 1968), Hochschullehrer
- Adam Matuschyk (* 1989), Fußballspieler; wohnt in Buir